# 熊直
熊直，江西豐城人，明朝政治人物、進士。
永樂二年，熊直殿試為甲申科進士二甲第二十五名，授庶吉士。明成祖命解縉選士，其從進士中選熊直入文淵閣。